# Schloss Hellsberg

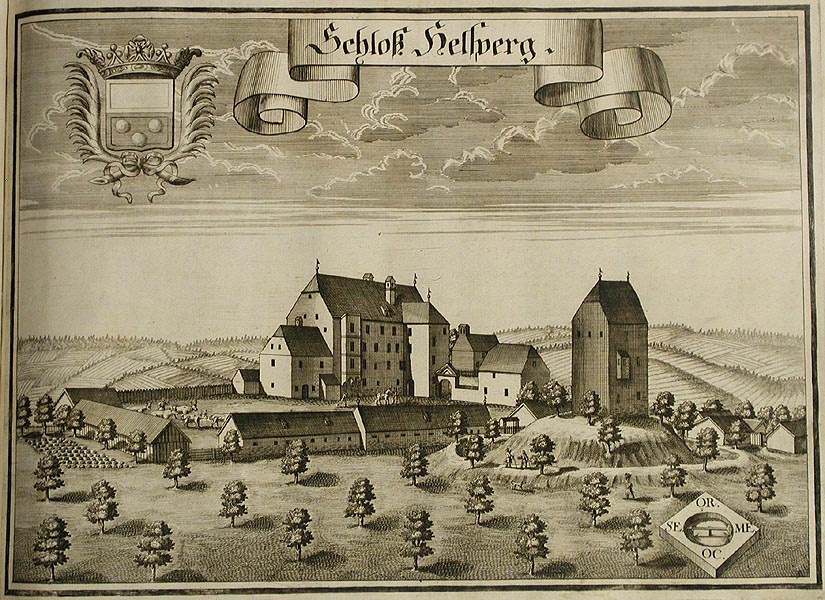
Michael Wening: Schloss Helsperg um 1723

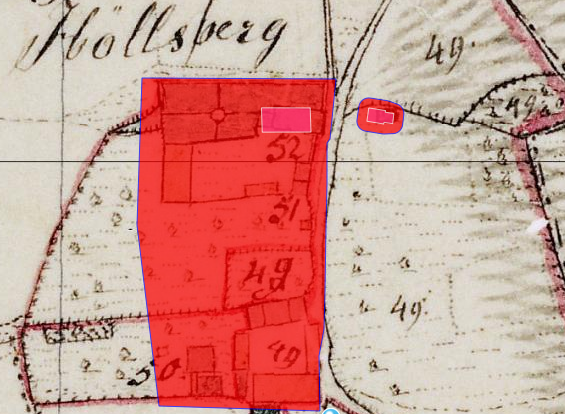
Lageplan von Schloss Hellsberg auf dem Urkataster von Bayern

Das Schloss Hellsberg befindet sich in Hellsberg, einem Ortsteil der oberbayerischen Gemeinde Niedertaufkirchen südlich über dem Rottal auf dem Michelsberg im Landkreis Mühldorf am Inn. Die Anlage ist unter der Aktennummer D-1-83-131-13 als denkmalgeschütztes Baudenkmal von Hellsberg verzeichnet. Ebenso wird sie als Bodendenkmal unter der Aktennummer D-1-7641-0052 im Bayernatlas als „untertägige spätmittelalterliche und frühneuzeitliche Befunde im Bereich von Schloss Hellsberg und seiner Vorgängerbauten mit verebnetem Turmhügel“ geführt.

## Geschichte
Hellsberg wird erstmals in der Mitte des 14. Jahrhunderts erwähnt. 1520 erfolgte die Errichtung eines Neubaus durch Hans Erasmus von Trenbeck, im 19. Jahrhundert der Abbruch des mittelalterlichen Burgturms. Das Schloss war Sitz einer Hofmark und dient seit 1881 als Betriebsgebäude eines landwirtschaftlichen Betriebs. Von 1983 bis 1994 wurde das Schloss in Eigenleistung renoviert. Die Besitzer erhielten 1994 den Denkmalpreis der Hypo-Kulturstiftung.

## Baubeschreibung
Das Schloss ist ein dreigeschossiger Putzbau mit hohem Krüppelwalmdach. Erbaut 1520 von Hans Erasmus von Trenbeck, wurde das Schloss im Inneren in der zweiten Hälfte des 18. Jahrhunderts barockisiert. Die in Teilen barockisierte Schlosskapelle St. Michael stammt im Ursprung aus dem 14. Jahrhundert.